# Carol Cummings
Carol Cummings (* 15. November 1949 im Saint Catherine Parish) ist eine ehemalige jamaikanische Sprinterin und Weitspringerin.
1967 gewann sie bei den Panamerikanischen Spielen in Winnipeg Bronze in der 4-mal-100-Meter-Staffel und 1969 bei den Zentralamerika- und Karibikmeisterschaften Bronze im Weitsprung.
Bei den Olympischen Spielen 1972 in München wurde sie in der 4-mal-100-Meter-Staffel mit der jamaikanischen Mannschaft im Vorlauf disqualifiziert.
1975 wurde sie bei den Panamerikanischen Spielen in Mexiko-Stadt Sechste über 100 m und Achte über 200 m.
Bei den Olympischen Spielen 1976 in Montreal erreichte sie über 100 m das Viertelfinale und über 200 m das Halbfinale. In der 4-mal-100-Meter-Staffel wurde sie Sechste, und in der 4-mal-400-Meter-Staffel wurde sie im Vorlauf disqualifiziert.
1979 gewann sie bei den Zentralamerika- und Karibikmeisterschaften Silber über 400 m.

## Persönliche Bestleistungen
- 100 m: 11,59 s, 1975
- 200 m: 23,33 s, 15. Oktober 1975, Mexiko-Stadt
- 400 m: 54,92 s, 1979